# Barta Ágnes
Barta Ágnes (Zilah, 1993. április 17. –) magyar színésznő.

## Életpályája
1993-ban született az erdélyi Zilah városában. Édesanyja Barta Nagy Ilona grafikusművész. 8 éves koráig itt éltek, majd testvéreivel és édesanyjával Szolnokra költöztek. A Varga Katalin Gimnáziumban érettségizett. 2012-2017 között a Kaposvári Egyetem színművész szakos hallgatója volt. 2017-2024 között a Nemzeti Színház tagja volt. 2024-től a szolnoki Szigligeti Színház színésznője.
2021 óta a Hír TV Svenk című műsorának műsorvezetője lett Előd Álmossal.

### Családja
Férje Mészáros Martin színművész.

## Fontosabb színházi szerepei

### Szolnoki Szigligeti Színház
- Jó estét nyár, jó estét szerelem (2024) - Varga Veronika

### Orlai Produkció
- Ha lenne valakim (2024) - Kim

### Nemzeti Színház
- Don Juan (2023) - Charlotte
- Az aranyhajú hármasok (2023) - Második aranyhajú lány
- Bánk bán (2023) - Melinda
- A kertész kutyája (2022) - Marcela
- Ördögök (2021) - Liza Tusina
- Vadászat (2021) - Hajtók asszonyai
- A Mester és Margarita (2021) - Hella, Eladónő, Nő
- A kassai polgárok (2020) - Genovéva
- A súgó (2020) - Rendezgető
- Rocco és fivérei (2019) - Nadia
- Egy ember az örökkévalóságnak (2019) - Margaret More
- Woyzeck (2018) - Marie
- Pogánytánc (2018) - Chris, Michael anyja
- Egri csillagok (2018) - Cecey Éva (Vicuska)
- Házasság Palermóban (2017) - Doralice, a menyük
- Figaro házassága avagy egy őrült nap emléke (2017) - Suzanne, a grófné szobalánya
- Az ügynök halála (2017) - Miss Forsythe
- Csíksomlyói passió (2017) - Mária Magdolna
- III. Richárd (2017) - Erzsébet lánya
- Részegek (2016) - Rosa
- Cyrano de Bergerac (2016)
- Szindbád (2015)
- Psyché (2015)
- Vitéz lélek (2015) - Boróka
- Fekete ég - Molnár Ferenc: A fehér felhő (2014)
- János vitéz (2014) - Bábok mozgatója
- Operett (2014) - A plébános házvezetőnője
- Vitéz lélek (2015) - Boróka

## Filmes és televíziós szerepei
- Free entry (2014)
- Foglyok (2019) ...Róza
- Mellékhatás (2020–2023) ...Tóth Mónika
- A keselyű három napja (2020) ...Bártender
- Kilakoltatás (2022) ...Zsuzsi
- 1968 – Egy szerelem rekonstrukciója (2024)

## Díjak
- Televíziós Újságírók díja – A legjobb mellékszereplő (2021)
- Szörényi Éva-díj (2022)[6]
- Junior Prima díj (2022)[7]